# Stefania Rivi
 (novembre 2024).
Pour les articles homonymes, voir Rivi.
Stefania Rivi (Reggio nell'Émilie, 14 septembre 1978) est une actrice italienne.

## Biographie
Elle commence sa carrière par hasard lorsqu'elle est choisie, alors qu'elle fréquente l'Istituto d'Arte de Modène, pour participer à un casting pour le rôle de co-protagoniste dans le film A domani (1999), réalisé par Gianni Zanasi. Par la suite, elle poursuit sa carrière d'actrice, travaillant également dans des productions théâtrales, radiophoniques et surtout télévisuelles et cinématographiques.
Parmi ses autres travaux au cinéma, on peut citer : Da zero a dieci (2002) de Luciano Ligabue, I cavalieri che fecero l'impresa de Pupi Avati, Il terzo occhio, réalisé par Susanna Nicchiarelli, et Alla fine della notte, réalisé par Salvatore Piscicelli, ces deux derniers étant de 2003. En 2005, elle est co-protagoniste d'Adriano Giannini dans Dolina, du réalisateur hongrois Zoltan Kamondi.
À la télévision, elle fait ses débuts en 1999, interprétant le rôle de Maria dans le téléfilm de Canale 5 Amici di Gesù - Giuseppe di Nazareth, réalisé par Raffaele Mertes, qui la dirige également dans San Giovanni - L'apocalisse (2002), diffusé sur Rai Uno. S'ensuivent notamment les mini-séries télévisées Padri e figli (2004) et Ho sposato un calciatore (2005), toutes deux diffusées sur Canale 5.